# Bogdan Kourinnoi
Bogdan Kourinnoi, född 15 december 1993, är en brottare från Sverige. Han är med i det svenska landslaget och är både svensk och nordisk mästare.
År 2015 var Kourinnoi med som utmanare i TV4:s produktion Gladiatorerna där han segrade i finalen mot utmanaren Malte Lideri.
Vid Svenska mästerskapet har Kourinnoi tagit två guld (2019, 2020) och ett brons (2014). Han har även tagit ett guld vid ungdoms-SM 2010 samt ett guld (2013) och ett brons (2011) vid junior-SM.

## Karriär
Kourinnoi började brottas 1998 och har tävlat internationellt sedan 2010. 2019 deltog han för första gången i VM och slutade på 22:a plats i 82 kg-klassen. Under året tog Kourinnoi även guld i 82 kg-klassen vid Nordiska mästerskapet i Kristiansund.
I februari 2020 vid EM i Rom tog Kourinnoi brons i 82 kg-klassen efter att han besegrat italienska Ciro Russo i bronsmatchen. I april 2021 fick Kourinnoi motta Ivars Guldsko, ett pris som årligen delas ut av Svenska Brottningsförbundet till den brottare som stått för den främsta prestationen under föregående år. Vid Nordiska mästerskapet 2021 i Herning tog Kourinnoi guld i 82 kg-klassen.

## Tävlingar
| År   | Tävling               | Ort          | Viktklass | Placering  |
| ---- | --------------------- | ------------ | --------- | ---------- |
| 2010 | Ungdoms-EM            | Sarajevo     | 69 kg     | 18:e plats |
| 2010 | Ungdoms-SM            | Luleå        | 69 kg     | Guld       |
| 2011 | Junior-SM             | Ystad        | 74 kg     | Brons      |
| 2013 | Junior-EM             | Skopje       | 74 kg     | 14:e plats |
| 2013 | Junior-VM             | Sofia        | 74 kg     | 8:e plats  |
| 2013 | Junior-SM             | Hässleholm   | 74 kg     | Guld       |
| 2014 | SM                    | Vinslöv      | 75 kg     | Brons      |
| 2015 | U23-EM                | Walbrzych    | 75 kg     | 5:e plats  |
| 2016 | U23-EM                | Ruse         | 80 kg     | 11:e plats |
| 2017 | EM                    | Novi Sad     | 80 kg     | 14:e plats |
| 2019 | EM                    | Bukarest     | 82 kg     | 9:e plats  |
| 2019 | Nordiska mästerskapen | Kristiansund | 82 kg     | Guld       |
| 2019 | VM                    | Nur-Sultan   | 82 kg     | 22:e plats |
| 2019 | SM                    | Sundsvall    | 82 kg     | Guld       |
| 2020 | EM                    | Rom          | 82 kg     | Brons      |
| 2020 | SM                    | Limhamn      | 82 kg     | Guld       |
| 2021 | EM                    | Warszawa     | 77 kg     | 23:e plats |
| 2021 | Nordiska mästerskapen | Herning      | 82 kg     | Guld       |
| 2021 | VM                    | Oslo         | 77 kg     | 12:e plats |